# مصطفى كامل (مطرب)
مصطفى كامل (20 أغسطس 1970 -)، هو مغني وممثل وكاتب أغاني مصري، ونقيب نقابة المهن الموسيقية منذ 11 من شهر أكتوبر سنة 2022، وذلك بعد إستقالة هاني شاكر من رئاسة نقابة المهن الموسيقية المصرية، وفي 20 يناير 2024 أعلن إعتزاله عن رئاسة نقابة المهن الموسيقية، وإسناد الإدارة لحلمي عبد الباقي والذي أعلن رافضه.

## حياته ونشأته
مصطفى كامل السيد كامل ولد في 20 أغسطس سنة 1970، في مدينة الإسكندرية، عاش طفولته بحي السيدة زينب، كانت بداية مشواره الفني في أواخر الثمانيات من القرن العشرين، حصل علي شهادة البكالوريوس من كلية التجارة جامعة عين شمس، في قسم التجارة.
يسكن مصطفى كامل في مصر الجديدة مع عائلته ويملك شركة لتجارة السيارات.
له أخ واحد، يدعي أحمد، وأختان (نوال وسمية)، ومتزوج وله ولد وبنتين (فرح و نور وفتحي).

## مسيرته
شجع «نصوح كنعان» صديق كامل، وكان طالبا في كلية الآداب بنفس الجامعة، على الكتابة في الشعر وجاءت الفرصة عندما أقيمت مسابقة للشعر والتلحين والغناء في صوت القاهرة سنة 1989، فاجئ مصطفى كامل الجميع بكتابته لكلمات أغنية كلاسيكية يغلب عليها الحزن، غناها الفنان علاء عبد الخالق وهي أغنية «مرسال»، ومنذ ذلك الوقت، أصبح مصطفى كامل كاتب أغاني، ليظهر اسمه في نجوم الفن الغنائي، وفي بداية سنه 1994، قام كامل بالتدرب على التلحين لمحمد فؤاد والموسيقار عمر خيرت ومن ثم التلحين لكبار الفنانين أمثال هاني شاكر، أنتقل بعد ذلك إلي عالم الغناء ،وقد أنتج ما يزيد عن عشرة ألبومات غنائية، في ساحة الفنانين، وتميز صوته بالاغاني الكلاسيكية الحزينة، وجاء حلمه بالتمثيل في السينما بأوّل فيلم وهو قشطة يابا مع صلاح عبد الله، ولم يمثل غيره.
تعاقد كامل مع مغني مصر والعالم العربي، كتب لهاني شاكر حوالي أربعين أغنية، من أهمها «الحلم الجميل» «سالتك أنت مين» «ياريتني» «اتكلم معقول»، وكتب العديد من الأغاني لمحمد فؤاد وحمادة هلال وإيهاب توفيق ومحمد منير، كتب حوالي أربع أغاني للمطرب عمرو دياب وجواهر وبهاء سلطان وأحمد جوهر وحسن الأسمر ومحمد رشدي.

## أعماله
برع كامل في ألبوماته الغنائية ومن أهم أعماله؛

### ألبومات غنائية
- طول الوقت. 2000
- رحلة عمري. 2001
- حكايتي أنا. 2003
- دقت الساعات.2003
- أقوى من الأيام. 2002
- ألبوم صور.2005
- اكرهيني.2006
- أجمل سنين العمر. 2007
- 3 مرات.
- حدوس على قلبي.

### فيديو كليب
- نجح كامل نجاح كبيراً، من خلال أوبريت «تسلم الأيادي» التي غناها ولحنها وشاركه فيها العديد من النجوم، أثناء مظاهرات 30 من يونيو، لقيت نجاحاً كبيراً في الشارع المصري.[7]

### أفلام
- قشطة يابا.
- نور الريس.[8]